# Erinnerungsmedaille „20 Jahre Kampfgruppen der Arbeiterklasse“

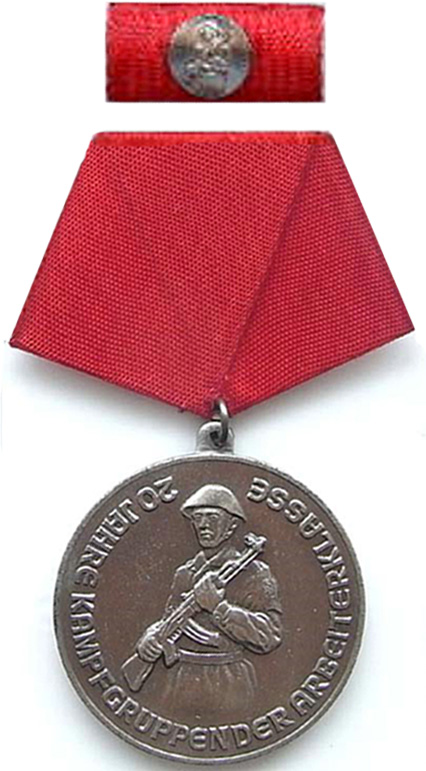
Erinnerungsmedaille „20 Jahre Kampfgruppen der Arbeiterklasse“

Die Erinnerungsmedaille „20 Jahre Kampfgruppen der Arbeiterklasse“ war in der Deutschen Demokratischen Republik (DDR) eine nichtstaatliche Auszeichnung der Kampfgruppen der Arbeiterklasse, die anlässlich ihres 20-jährigen Bestehens 1973 gestiftet und an verdiente Angehörige der Kampfgruppen verliehen wurde. Erich Mielke, in seiner Eigenschaft als Minister für Staatssicherheit, wurde im September 1973 ausgezeichnet und war somit eine der ersten geehrten Personen.

## Aussehen
Die silberne Medaille zeigt auf ihrem Avers das Bildnis eines Angehörigen der Kampfgruppen in Kampfuniform, Stahlhelm und vor seiner Brust angewinkelten Kalaschnikow. Umschlossen wird die Symbolik von der Umschrift: 20 JAHRE KAMPFGRUPPEN DER ARBEITERKLASSE. Das Revers der Medaille zeigt das Staatswappen der DDR, welches von der Umschrift: FÜR DEN SCHUTZ DER ARBEITER-UND-BAUERN-MACHT umschlossen wird. Diese Umschrift wird wiederum von zwei unten gekreuzten nach oben gebogenen und offenen Lorbeerzweigen abgeschlossen. Getragen wurde die Medaille an der linken oberen Brustseite des Beliehenen an einer rot bezogenen pentagonalen Spange. Die dazugehörige Interimspange ist von gleicher Beschaffenheit und zeigt zusätzlich das 10 mm durchmessende Avers der Medaille, allerdings ohne Umschrift.